# Маншія-ас-Сабіл
Маншія-ас-Сабіл (англ. Manshiyat al-Sabil, араб. منشية السبيل) — поселення в Сирії, що складає невеличку друзьку общину в нохії Габагіб, яка входить до складу мінтаки Ес-Санамейн в південній сирійській мухафазі Дара.